# 前329年
| 千纪： | 前1千纪 |
| 世纪： | 前5世纪 \| 前4世纪 \| 前3世纪 |
| 年代： | 前350年代 \| 前340年代 \| 前330年代 \| 前320年代 \| 前310年代 \| 前300年代 \| 前290年代                                                                                            |
| 年份： | 前334年 \| 前333年 \| 前332年 \| 前331年 \| 前330年 \| 前329年 \| 前328年 \| 前327年 \| 前326年 \| 前325年 \| 前324年                                                              |
| 纪年： | 周顯王四十年 魯景公十五年 齊威王二十八年 趙肅侯二十一年 魏惠王後六年 韓宣惠王四年 秦惠文君九年 楚威王十一年 宋剔成君四十一年 衛嗣君六年 燕易王四年 越王無彊十四年 中山成公二十一年 |

## 大事记
- 秦伐魏，取汾陰、皮氏、焦。
- 楚威王薨，子楚懷王槐立，標誌著楚國宣威盛世結束。
- 宋剔成之弟偃逐剔成自立，是為宋康王。
- 亚历山大大帝在他东征的过程中在今天的阿富汗建立了三座以他命名的城市，即今天的坎大哈、加兹尼和恰里卡尔。此后他占领巴尔赫。贝苏斯北逃。
- 6月1日——贝苏斯的下级叛乱，把他交给亚历山大，亚历山大以谋杀大流士三世为名处死贝苏斯。此后他占领撒馬爾罕，傳說建立了今天的苦盏。

## 出生
- 秦武王赢蕩，秦國君主（前307年逝世）。

## 逝世
- 楚威王，楚国国王
- 贝苏斯，波斯阿契美尼德王朝巴克特里亞總督（出生年月不明）